# Гейлі Ірвін
Гейлі Ірвін (англ. Haley Irwin; 6 червня 1988 року, Тандер-Бей, Онтаріо, Канада) — канадська хокеїстка. Дворазова Олімпійська чемпіонка (2010, 2014), чемпіонка світу (2012), дворазова віце-чемпіонка світу (2009, 2011).